# Pinus krempfii
Pinus krempfii é uma espécie de pinheiro originária do Velho Mundo, mais precisamente da região da Ásia.